# Кравцов Дмитро Степанович
Дмитро Степанович Кравцов (рос. Дмитрий Степанович Кравцов; 12 жовтня 1916, Любимівка — 8 вересня 1996) — радянський офіцер, Герой Радянського Союзу, в роки німецько-радянської війни льотчик-винищувач, майор.

## Біографія
Народився 12 жовтня 1916 року в селі Любимівці (нині Кореневського району Курської області) в сім'ї службовця. Росіянин. У 1936 році закінчив Брянський технікум залізничного транспорту. Працював майстром цеху вагонної дільниці станції Червоноармійське Донецской області. З листопада 1937 року в Червоній Армії. У 1940 році закінчив Чугуївське військове авіаційне училище льотчиків. Член ВКП (б) з 1943 року.
Учасник німецько-радянської війни з червня 1941 року. Був командиром ескадрильї 31-го винищувального авіаційного полку (295-а винищувальна авіаційна дивізія, 17-а повітряна армія, 3-й Український фронт). Здійснив 430 бойових вильотів, у 80 повітряних боях збив особисто 13 і в групі 8 літаків противника.
Указом Президії Верховної Ради СРСР від 18 серпня 1945 року за мужність і військову доблесть, проявлені в боях з ворогами, удостоєний звання Героя Радянського Союзу з врученням ордена Леніна і медалі «Золота Зірка» (№ 6912). 
До 1946 року служив у ВПС СРСР. У 1951 році закінчив інститут інженерів залізничного транспорту. Працював начальником товарного депо залізничної станції Київ.

Могила Дмитра Кравцова

Жив у Києві. Помер 8 вересня 1996 року. Похований у Києві на Міському кладовищі «Берківцях».

## Нагороди
Нагороджений орденами: Леніна, Червоного Прапора (двічі), Олександра Невського, Вітчизняної війни 1-го ступеня (двічі), Червоної Зірки, «Знак Пошани», медалями, іноземним орденом.